# 暖あやこ
暖 あやこ（だん あやこ、1978年1月20日 - ）は、日本の小説家、ファンタジー作家。

## 経歴・人物
東京都生まれ。上智大学経済学部を卒業する。同大学院経済学研究科で医療経済学、法と経済などを研究する。ライターを志し、脚本家の竹山洋に師事する。2010年、BS-TBS開局10周年記念ドラマ『一年半待て』でギャラクシー賞奨励賞を受賞（脚本協力）。2012年、応募した小説『恐竜ギフト』が、第24回日本ファンタジーノベル大賞の最終候補作に選ばれる。明海大学不動産学部で非常勤講師を務めたことがある。構成作家としても活動している。

## エピソード
脚本家竹山洋の元で修行中、破門されそうになり謹慎3ヶ月となる。その期間に書いた『恐竜ギフト』がデビューのきっかけとなった。
恐竜が好きで、ステゴサウルスのぬいぐるみが執筆を見守っている。恐竜くんとも交流があり、『恐竜ギフト』の学術的な校閲を恐竜くんに依頼した。
『あぶない刑事』のファンであり、ユージ派を公言している。

## 作品リスト

### 単行本
- 『恐竜ギフト』（2015年3月 牧野出版）
- 『遠く海より来たりし者』（2017年3月 新潮社）
- 『14歳のバベル』（2018年2月 新潮社）
- 『さよなら、エンペラー』（2020年7月 新潮社）

### 単行本未収録作品
小説
- 「勾玉を捜せ」(『小説新潮』2019年5月号）
- 「ひかり」(『小説新潮』2019年6月号）

エッセイ
- 「一期一衣」（『小説すばる』2020年9月号）